# Elizabeta Kančeska-Milevska
Elizabeta Kančeska-Milevska (née le 30 juin 1970 à Veles) est une femme politique macédonienne.

## Biographie

### Enfance et éducation
Elizabeta Kančeska-Milevska naît en juin 1970.
En 1989, elle termine ses études au lycée Josip Broz Tito de Skopje[réf. nécessaire].
En 1993, elle obtient un diplôme en sociologie de l'université Saints-Cyrille-et-Méthode de Skopje. En 2005, elle obtient son master, et en 2012 elle présente une thèse sur le modèle culturel européen et la politique d'intégration culturelle de la Macédoine du Nord.

### Carrière politique
De 2008 à 2017, elle est ministre de la culture de la Macédoine du Nord.
En 2010, une motion de censure est placée contre elle par le parti social-démocrate, qui l'accuse d'avoir détruit des documents liés à la reconstruction de Skopje avec des fonds gouvernementaux afin de cacher des détournements de fonds. Elle répond qu'elle n'est pas responsable de tout ce qui se passe dans son ministère et conserve son poste avec le soutien de la majorité, dont elle fait partie. Trois personnes de son ministère sont traduites en procès, mais elle-même n'est pas mise en examen.